# 須田清
須田 清（すだ きよし）は、日本の弁護士、法学者である。大東文化大学法科大学院教授。専門は医事法。

## 略歴
- 1967年（昭和42年） 日本大学法学部法律学科卒業、旧司法試験合格。
- 1968年（昭和43年） 司法研修所入所
- 1970年（昭和45年） 司法研修所修了、弁護士登録（東京弁護士会）
- 1972年（昭和47年） 須田清法律事務所開設
- 1996年（平成8年） 東京弁護士会副会長
- 2000年（平成12年） 関東弁護士会連合会副理事長

## 公職
- 茨城県古河市公平委員会委員長
- 茨城西南広域市町村事務組合公平委員会委員長
- 埼玉県医師会法律顧問
- 埼玉学園大学理事
- 大東文化大学法科大学院教授

## 著書・論文
- 『医師の民事責任』（商事法務）
- 『現代の民事裁判の課題第9巻  診断上の注意義務（問診・検査・診断）』（新日本法規）
- 『医療ビッグバン』（日本医療企画）（共著）
- 『医療過誤と訴訟　― その実態と対策Q&A ―』（三協法規出版）（共著）
- 『実務医事法講義』（民事法研究会）（共著）
- 『トラブルとクレームに勝つ プロの交渉術』（ソーテック社）
- 『強い病医院をつくる医療法務のすべて』（共著）